# Кастрехон-де-Трабанкос
Кастрехон-де-Трабанкос (ісп. Castrejón de Trabancos) — муніципалітет в Іспанії, у складі автономної спільноти Кастилія-і-Леон, у провінції Вальядолід. Населення — 221 особа (2010).
Муніципалітет розташований на відстані близько 150 км на північний захід від Мадрида, 60 км на південний захід від Вальядоліда.

## Демографія
Динаміка населення (INE ):